# Новеллара
Новеллара (итал. Novellara) —  город в Италии, в провинции Реджо-нель-Эмилия области Эмилия-Романья.
Население составляет 12 793 человека (на 2004 г.), плотность населения составляет 205 чел./км². Занимает площадь 58 км². Почтовый индекс — 42017. Телефонный код — 0522.
Покровителем коммуны почитается святой Кассиан из Новеллары. Праздник ежегодно празднуется 4 мая.